# Neostaccia
Neostaccia is een geslacht van wantsen uit de familie van de Reduviidae (Roofwantsen). Het geslacht werd voor het eerst wetenschappelijk beschreven door Miller in 1940.

## Soorten
Het genus bevat de volgende soorten:

- Neostaccia aspericeps Miller, 1940
- Neostaccia laticollis Miller, 1940